# Salay
Salay is een gemeente in de Filipijnse provincie Misamis Oriental op het eiland Mindanao. Bij de laatste census in 2007 had de gemeente bijna 23 duizend inwoners.

## Geografie

### Bestuurlijke indeling
Salay is onderverdeeld in de volgende 18 barangays:
| - Alipuaton - Ampenican - Bunal - Casulog - Dinagsaan - Guinalaban - Ili-ilihon - Inobulan - Looc | - Matampa - Membuli - Poblacion - Salagsag - Salay River I - Salay River II - Saray - Tinagaan - Yungod |

## Demografie
Salay had bij de census van 2007 een inwoneraantal van 22.577 mensen. Dit zijn 2.913 mensen (14,8%) meer dan bij de vorige census van 2000. De gemiddelde jaarlijkse groei komt daarmee uit op 1,92%, hetgeen lager is dan het landelijk jaarlijks gemiddelde over deze periode (2,04%). Vergeleken met de census van 1995 is het aantal mensen met 3.654 (19,3%) toegenomen.

De bevolkingsdichtheid van Salay was ten tijde van de laatste census, met 22.577 inwoners op 92,79 km², 243,3 mensen per km².